# Rhacocarpus apiculatus
Rhacocarpus apiculatus är en bladmossart som beskrevs av Jean Édouard Gabriel Narcisse Paris 1898. Rhacocarpus apiculatus ingår i släktet Rhacocarpus och familjen Hedwigiaceae. Inga underarter finns listade i Catalogue of Life.